# Рандвийр, Юрий Александрович
Юрий Александрович Рандвийр (эст. Jüri Randviir, 28 мая 1927, Таллин — 8 августа 1996, Таллин) — эстонский шахматист, четырехкратный чемпион Эстонии по шахматам, мастер спорта СССР (1955).

## Биография
В шахматы научился играть в возрасте 10 лет в Тарту, где провел школьные годы. После войны стал одним из ведущих шахматистов Эстонии. В чемпионатах Эстонии по шахматам завоевал 4 золотых (1947, 1949, 1950, 1954), 1 серебряную (1957) и 2 бронзовые медали (1948, 1955).
Пять раз побеждал на чемпионатах Эстонии по блицу (1945, 1946, 1949-51). В 1955 году занял второе место на представительном турнире в Пярну (победил Пауль Керес) и выполнил норму мастера спорта СССР.
В составе сборной Эстонской ССР участник следующих соревнований:
- 5 чемпионатов СССР между командами союзных республик (1953—1960). Лучший результат в команде — 4-е место (1958). Также завоевал серебряную медаль в индивидуальном зачёте в чемпионате 1959 года (играл на запасной доске).
- Матчи против сборной Финляндии (команда Эстонии выиграла все соревнования).

Внес большой вклад в популяризацию шахмат. Как внештатный журналист сотрудничал с основными газетами Эстонии, вёл радио- и телепередачи о шахматах. Написал 11 книг на шахматную тему, в том числе составил 7 сборников международных турниров в Таллине (1975—1987). Известен как составитель почти 1000 шахматных задач и этюдов. С 1956 года давал в Эстонии сеансы одновременной игры, в которых сыграл около 2756 партии (+2327, = 298, −131).